# Mistrzostwa Czterech Kontynentów w Łyżwiarstwie Figurowym 2003
Mistrzostwa czterech kontynentów w łyżwiarstwie figurowym 2003 – 5. edycja zawodów rangi mistrzowskiej dla łyżwiarzy figurowych z Azji, Afryki, Ameryki oraz Australii i Oceanii. Mistrzostwa odbywały się od 10 do 16 lutego 2003 w hali Capital Indoor Stadium w chińskim Pekinie.
Mistrzami w konkurencjach solowych zostali Japończycy Takeshi Honda i Fumie Suguri. Wśród par sportowych triumfowali Chińczycy Shen Xue i Zhao Hongbo. Natomiast w konkurencji par tanecznych złoto wywalczyli Kanadyjczycy Shae-Lynn Bourne i Victor Kraatz.

## Program zawodów
- 10–11 lutego – oficjalne treningi
- 12 lutego – uroczyste otwarcie zawodów, taniec obowiązkowy, program krótki solistek, program krótki par sportowych
- 13 lutego – taniec oryginalny, program krótki solistów, program dowolny par sportowych
- 14 lutego – program dowolny solistek, taniec dowolny
- 15 lutego – program dowolny solistów, bankiet
- 16 lutego – pokazy mistrzów

## Klasyfikacja medalowa
| L.p. | Reprezentacja     | Złoto | Srebro | Brąz | Razem |
| ---- | ----------------- | ----- | ------ | ---- | ----- |
| 1    | Japonia           | 2     | 1      | 1    | 4     |
| 2    | Chiny             | 1     | 2      | 2    | 5     |
| 3    | Kanada            | 1     | 0      | 0    | 1     |
| 4    | Stany Zjednoczone | 0     | 1      | 1    | 2     |

## Wyniki

### Soliści
| Poz. | Zawodnicy          | Reprezentacja     | Punkty | SP | FS |
| ---- | ------------------ | ----------------- | ------ | -- | -- |
| 1    | Takeshi Honda      | Japonia           | 2,0    | 2  | 1  |
| 2    | Zhang Min          | Chiny             | 3,5    | 3  | 2  |
| 3    | Li Chengjiang      | Chiny             | 3,5    | 1  | 3  |
| 4    | Jeffrey Buttle     | Kanada            | 7,5    | 5  | 5  |
| 5    | Emanuel Sandhu     | Kanada            | 8,0    | 8  | 4  |
| 6    | Ryan Jahnke        | Stany Zjednoczone | 9,0    | 6  | 6  |
| 7    | Li Yunfei          | Chiny             | 11,0   | 4  | 9  |
| 8    | Scott Smith        | Stany Zjednoczone | 12,5   | 9  | 8  |
| 9    | Fedor Andreev      | Kanada            | 13,0   | 12 | 7  |
| 10   | Evan Lysacek       | Stany Zjednoczone | 15,5   | 11 | 10 |
| 11   | Kensuke Nakaniwa   | Japonia           | 15,5   | 7  | 12 |
| 12   | Lee Kyu-hyun       | Korea Południowa  | 18,0   | 14 | 11 |
| 13   | Daisuke Takahashi  | Japonia           | 18,0   | 10 | 13 |
| 14   | Bradley Santer     | Australia         | 20,5   | 13 | 14 |
| 15   | Stuart Beckingham  | Australia         | 22,5   | 15 | 15 |
| 16   | Ricky Cockerill    | Nowa Zelandia     | 24,0   | 16 | 16 |
| 17   | Sean Carlow        | Australia         | 26,5   | 19 | 17 |
| 18   | Manuel Segura      | Meksyk            | 27,0   | 18 | 18 |
| 19   | Tristan Thode      | Nowa Zelandia     | 27,5   | 17 | 19 |
| 20   | Adrian Alvarado    | Meksyk            | 30,5   | 21 | 20 |
| 21   | Humberto Contreras | Meksyk            | 31,0   | 20 | 21 |

### Solistki
| Poz.                                 | Zawodnicy                | Reprezentacja     | Punkty | SP | FS |
| ------------------------------------ | ------------------------ | ----------------- | ------ | -- | -- |
| 1                                    | Fumie Suguri             | Japonia           | 1,5    | 1  | 1  |
| 2                                    | Shizuka Arakawa          | Japonia           | 3,0    | 2  | 2  |
| 3                                    | Yukari Nakano            | Japonia           | 4,5    | 3  | 3  |
| 4                                    | Ann Patrice McDonough    | Stany Zjednoczone | 6,0    | 4  | 4  |
| 5                                    | Jennifer Robinson        | Kanada            | 9,0    | 8  | 5  |
| 6                                    | Fang Dan                 | Chiny             | 9,0    | 6  | 6  |
| 7                                    | Amber Corwin             | Stany Zjednoczone | 9,5    | 5  | 7  |
| 8                                    | Joannie Rochette         | Kanada            | 11,5   | 7  | 8  |
| 9                                    | Anastasiya Gimazetdinova | Uzbekistan        | 14,5   | 11 | 9  |
| 10                                   | Miriam Manzano           | Australia         | 15,0   | 10 | 10 |
| 11                                   | Sun Siyin                | Chiny             | 16,5   | 9  | 12 |
| 12                                   | Annie Bellemare          | Kanada            | 18,0   | 14 | 11 |
| 13                                   | Park Bit-na              | Korea Południowa  | 19,0   | 12 | 13 |
| 14                                   | Liu Yan                  | Chiny             | 20,5   | 13 | 14 |
| 15                                   | Joanne Carter            | Australia         | 23,0   | 16 | 15 |
| 16                                   | Shirene Human            | Południowa Afryka | 24,5   | 17 | 16 |
| 17                                   | Choi Young-eun           | Korea Południowa  | 24,5   | 15 | 17 |
| 18                                   | Lee Sun-bin              | Korea Południowa  | 27,5   | 19 | 18 |
| 19                                   | Sarah-Yvonne Prytula     | Australia         | 28,0   | 18 | 19 |
| 20                                   | Ana Cecilia Cantu        | Meksyk            | 30,0   | 20 | 20 |
| 21                                   | Jenna-Anne Buys          | Południowa Afryka | 32,5   | 23 | 21 |
| 22                                   | Diane Chen               | Chińskie Tajpej   | 34,0   | 24 | 22 |
| 23                                   | Abigail Pietersen        | Południowa Afryka | 34,0   | 22 | 23 |
| 24                                   | Gladys Orozco            | Meksyk            | 34,5   | 21 | 24 |
| Nie awansowały do programu dowolnego |                          |                   |        |    |    |
| 25                                   | Shirley Hsin Hui Tsai    | Chińskie Tajpej   | NQ     | 25 | NQ |
| 26                                   | Imelda-Rose Hegerty      | Nowa Zelandia     | NQ     | 26 | NQ |
| 27                                   | Ingrid Roth              | Meksyk            | NQ     | 27 | NQ |

### Pary sportowe
| Poz. | Zawodnicy                            | Reprezentacja     | Punkty | SP | FS  |
| ---- | ------------------------------------ | ----------------- | ------ | -- | --- |
| 1    | Shen Xue / Zhao Hongbo               | Chiny             | 1,5    | 1  | 1   |
| 2    | Pang Qing / Tong Jian                | Chiny             | 3,0    | 2  | 2   |
| 3    | Zhang Dan / Zhang Hao                | Chiny             | 4,5    | 3  | 3   |
| 4    | Anabelle Langlois / Patrice Archetto | Kanada            | 6,0    | 4  | 4   |
| 5    | Tiffany Scott / Philip Dulebohn      | Stany Zjednoczone | 7,5    | 5  | 5   |
| 6    | Kathryn Orscher / Garrett Lucash     | Stany Zjednoczone | 10,0   | 8  | 6   |
| 7    | Yūko Kawaguchi / Aleksandr Markuncow | Japonia           | 10,0   | 6  | 7   |
| 8    | Jacinthe Larivière / Lenny Faustino  | Kanada            | 11,5   | 7  | 8   |
| 9    | Elizabeth Putnam / Sean Wirtz        | Kanada            | 14,0   | 10 | 9   |
| 10   | Marina Aganina / Artiom Kniaziew     | Uzbekistan        | 15,5   | 11 | 10  |
| WD   | Rena Inoue / John Baldwin            | Stany Zjednoczone | DNF    | 9  | DNF |

### Pary taneczne
Tańcem obowiązkowym (CD) był Quickstep.
| Poz. | Zawodnicy                              | Reprezentacja     | Punkty | CD | OD | FD  |
| ---- | -------------------------------------- | ----------------- | ------ | -- | -- | --- |
| 1    | Shae-Lynn Bourne / Victor Kraatz       | Kanada            | 2,0    | 1  | 1  | 1   |
| 2    | Tanith Belbin / Benjamin Agosto        | Stany Zjednoczone | 4,8    | 4  | 2  | 2   |
| 3    | Naomi Lang / Peter Tchernyshev         | Stany Zjednoczone | 5,6    | 2  | 3  | 3   |
| 4    | Marie-France Dubreuil / Patrice Lauzon | Kanada            | 7,6    | 3  | 4  | 4   |
| 5    | Megan Wing / Aaron Lowe                | Kanada            | 10,0   | 5  | 5  | 5   |
| 6    | Melissa Gregory / Dienis Pietuchow     | Stany Zjednoczone | 12,0   | 6  | 6  | 6   |
| 7    | Zhang Weina / Cao Xiaoming             | Chiny             | 14,0   | 7  | 7  | 7   |
| 8    | Rie Arikawa / Kenji Miyamoto           | Japonia           | 17,0   | 9  | 9  | 8   |
| 9    | Nozomi Watanabe / Akiyuki Kido         | Japonia           | 17,0   | 8  | 8  | 9   |
| 10   | Yang Fang / Gao Chongbo                | Chiny             | 20,0   | 10 | 10 | 10  |
| 11   | Yu Xiaoyang / Wang Chen                | Chiny             | 22,6   | 11 | 12 | 11  |
| 12   | Olga Akimova / Ramil Sarkulov          | Uzbekistan        | 24,6   | 12 | 13 | 12  |
| WD   | Natalie Buck / Trent Nelson-Bond       | Australia         | DNF    | 13 | 11 | DNF |